# Ex-Hacienda del Copal
Ex-Hacienda del Copal är en ort i Mexiko.   Den ligger i kommunen Irapuato och delstaten Guanajuato, i den centrala delen av landet, 270 km nordväst om huvudstaden Mexico City. Ex-Hacienda del Copal ligger 1 756 meter över havet och antalet invånare är 1 431.
Terrängen runt Ex-Hacienda del Copal är huvudsakligen platt, men åt sydväst är den kuperad. Runt Ex-Hacienda del Copal är det tätbefolkat, med 257 invånare per kvadratkilometer. Närmaste större samhälle är Irapuato, 7,4 km söder om Ex-Hacienda del Copal. Omgivningarna runt Ex-Hacienda del Copal är en mosaik av jordbruksmark och naturlig växtlighet.